# Komin w Kazalnicy Miętusiej
Komin w Kazalnicy Miętusiej (Komin, Studnia, Komin Miętusiański) – jaskinia w Dolinie Miętusiej w Tatrach Zachodnich. Ma dwa otwory wejściowe w Kazalnicy Miętusiej na wysokościach 1580 i 1640 metrów n.p.m. Długość jaskini wynosi 30 metrów, a jej deniwelacja też 30 metrów. 

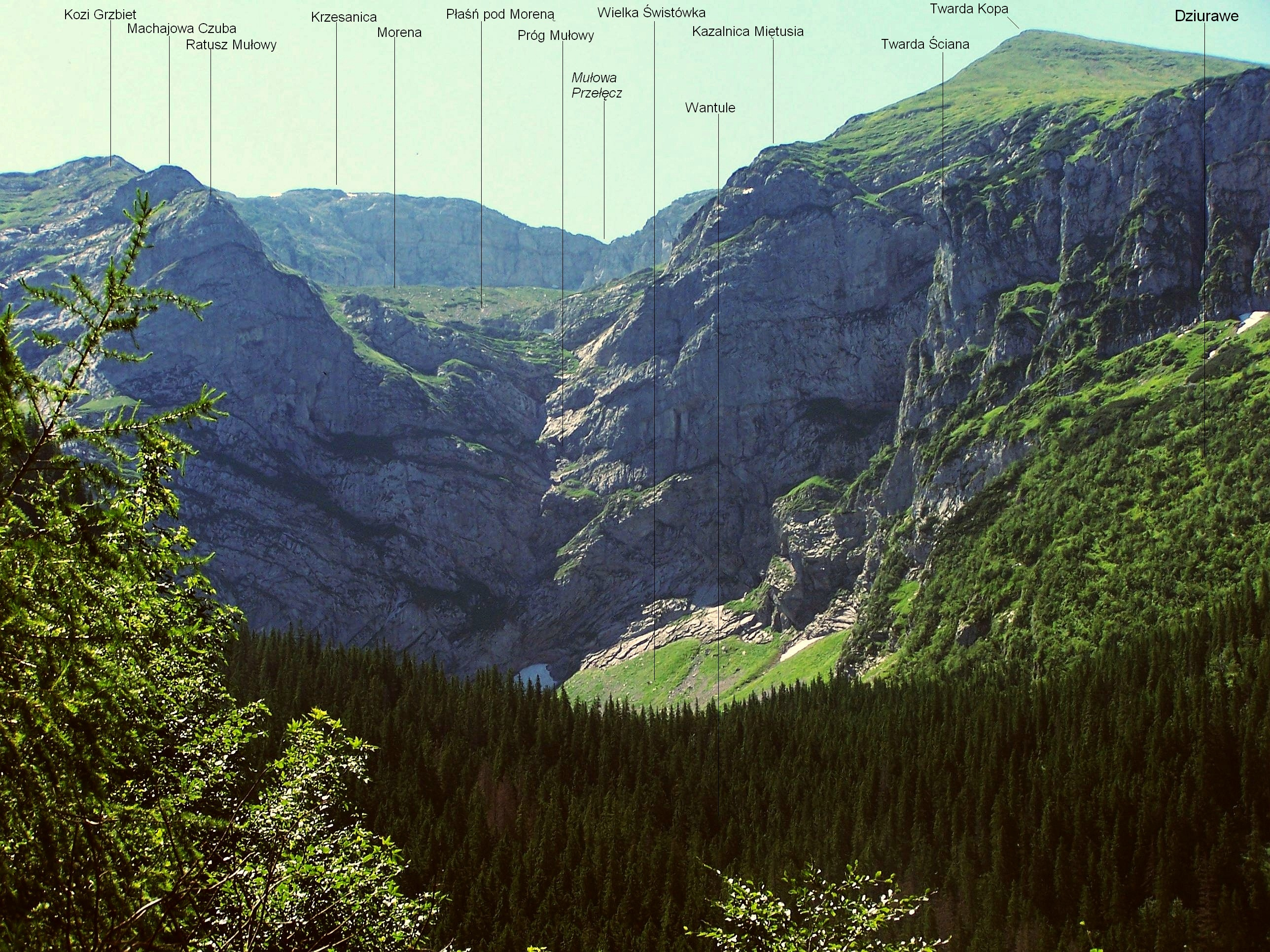
Wielka Świstówka. W głębi Kazalnica Miętusia

## Opis jaskini
Jaskinia jest pionowym, obszernym tunelem przebijającym na wylot okapy Kazalnicy Miętusiej. Jego pokonanie jest skrajnie trudne (VI+). Tunel stanowi fragment drogi wspinaczkowej Przez Studnie.

## Przyroda
Flora i fauna jaskini nie była badana.

## Historia odkryć
Jaskinia została odkryta w 1962 roku przez grotołazów krakowskich.